# Juca de Oliveira
José Juca de Oliveira Santos (São Roque, 16 de março de 1935), mais conhecido como Juca de Oliveira, é um ator, diretor, escritor, pecuarista e dramaturgo brasileiro. Juca se tornou conhecido por interpretar personagens que marcaram a dramaturgia, como João Gibão de Saramandaia, Professor Praxedes de Fera Ferida, Doutor Albieri de O Clone e o Santiago de Avenida Brasil.

## Biografia
Filho de Antônio de Oliveira Santos, Juca estudou em São Roque e posteriormente se mudou para a capital do estado, onde entrou na Faculdade de Direito da Universidade de São Paulo. Fez também um teste vocacional, em que ficou sabendo que sua inclinação era ser ator. Aquilo o empolgou tanto, que ficou sabendo da existência da Escola de Arte Dramática de São Paulo e nela ingressou. Mas, foi apenas mais tarde que ele desistiu de Direito, para se dedicar à profissão de ator. Conheceu ali Aracy Balabanian, Glória Menezes, e vários outros, que seguiram com ele a profissão que escolheram.

## Carreira
Começou a atuar pelo teatro. Entrou logo para o famoso TBC (Teatro Brasileiro de Comédia), onde fez inúmeras peças, como: "O Semente" , "O Pagador de Promessas", "A Morte do Caixeiro Viajante" . Passou para o revolucionário Teatro de Arena onde trabalhou com Augusto Boal, Flávio Império e Paulo José, e ali fez: "Eles não Usam Black-tie" , "O filho do cão", de Gianfrancesco Guarnieri, entre outras. Na época militava politicamente, Era de esquerda comunista, e por isso se auto-exilou na Bolívia. Na volta, se ligou à TV Tupi de São Paulo. E começou a fazer inúmeros TV de Vanguarda e TV de Comédia, na época dirigidos por Benjamin Cattan. Fez "Essa noite se improvisa" , "Em moeda corrente do país", tendo como parceira Vida Alves. E aí aconteceu o sucesso extraordinário da novela "Nino, o Italianinho" de Geraldo Vietri. Em 1984, encarnou o personagem Sérgio na peça "De braços abertos", de Maria Adelaide Amaral.
Passou para a Rede Globo, onde recebeu consagração nacional como um dos maiores atores do País. Porém, jamais deixou de fazer teatro, sua grande paixão. Montou companhia própria e aí descobriu sua outra grande vocação, a de autor teatral. As casas estiveram sempre lotadas, quando Juca montou "Meno Male", "Hotel Paradiso", "Caixa Dois". Essas são comédias, o que não era esperado, pois como ator, Juca é dramático.
Nas 60 peças em que atuou como ator, fez quase sempre o papel central, aquele que dá a linha mestra à história encenada, e que por isso sempre são os personagens mais pesados. Casado pela segunda vez, na primeira com Cláudia Mello e na segunda com Maria Luiza, há 23 anos. Sua filha Isabela estuda Biologia e também é fazendeira e cantora. Juca diz que adora a "tribo artística", que pode ser "estigmatizada", como ele diz, mas à qual tem muito orgulho de pertencer. E agora está pensando em entrar na sua "essência caipira", e a transportar para o teatro.
Na televisão deu vida a personagens célebres, como o misterioso João Gibão em Saramandaia, eternizado pela cena emblemática de seu voo sobre a cidade de Bole Bole. Em 2001 Juca de Oliveira trabalhou na novela O Clone que falou sobre a Clonagem um tema muito importante. Ele interpretou o médico Doutor Augusto Albieri, que é o mais importante da carreira dele na Televisão. O Doutor Albieri ganhou bastante destaque em O Clone.
Em 2012, após anos ganhou grande destaque em novelas como o cruel vilão Santiago Moreira, que parecia bem intencionado no início da trama ao ponto que a máscara caiu e ao fim todos descobriram que ele era o pai e mentor da vilã Carminha (Adriana Esteves) na novela Avenida Brasil de João Emanuel Carneiro.
Em 2013, viveu na novela de Walther Negrão Flor do Caribe o pobre senhor judeu Samuel Schneider, que viveu na Europa na época do nazismo e que por isso vive traumatizado e atormentado com sombras do passado.
Em 2017, Juca interpretou o diabólico e renomado advogado Natanael na novela O Outro Lado do Paraíso, de Walcyr Carrasco. Na trama, o personagem detestava a nora Beth (Glória Pires) por causa de sua origem simples e chegou
a chantageá-la e fazê-la simular a própria morte para mantê-lá longe do seu filho e da neta. O autor mandou um recado emocionante para o veterano. “Foi maravilhoso trabalhar com você, Juca e como autor, agradeço imensamente a contribuição que deu à novela’. Ainda vamos nos encontrar em muitos outros ‘Paraísos'”, disse. A trama bateu recorde de audiência com a morte do Natanael, que sofreu um ataque fulminante e morreu em uma última tentativa de se livrar da nora.

## Filmografia

### Televisão
| Ano     | Título                             | Papel                                       | Nota                                                                                      | Emissora          |
| ------- | ---------------------------------- | ------------------------------------------- | ----------------------------------------------------------------------------------------- | ----------------- |
| 1964    | Gutierritos, o Drama dos Humildes  | Jorge                                       |                                                                                           | TV Tupi           |
| 1964    | Quando o Amor É Mais Forte         | —                                           |                                                                                           | TV Tupi           |
| 1965    | A Outra                            | Vicente                                     |                                                                                           | TV Tupi           |
| 1965    | O Cara Suja                        | Valdemar                                    |                                                                                           | TV Tupi           |
| 1966    | A Ré Misteriosa                    | Sílvio                                      |                                                                                           | TV Tupi           |
| 1966    | A Inimiga                          | Maurício                                    |                                                                                           | TV Tupi           |
| 1967    | Estrelas no Chão                   | Horácio                                     |                                                                                           | TV Tupi           |
| 1967    | Paixão Proibida                    | —                                           |                                                                                           | TV Tupi           |
| 1967    | Angústia de Amar                   | Ronald                                      |                                                                                           | TV Tupi           |
| 1968    | O Homem que Sonhava Colorido       | —                                           |                                                                                           | TV Tupi           |
| 1969    | Nino, o Italianinho                | Nino                                        |                                                                                           | TV Tupi           |
| 1971    | A Fábrica                          | Fábio                                       |                                                                                           | TV Tupi           |
| 1972    | Camomila e Bem-me-Quer             | Bruno                                       |                                                                                           | TV Tupi           |
| 1973    | O Semideus                         | Alberto Parreiras                           |                                                                                           | Rede Globo        |
| 1973    | Caso Especial                      | Júlio                                       | (Eps: "As Praias Desertas")                                                               | Rede Globo        |
| 1973    | Caso Especial                      | Sérgio                                      | (Eps: "O Silêncio e o Grito")                                                             | Rede Globo        |
| 1973    | Caso Especial                      | Ribamar                                     | (Eps: "Gente Pobre, Gente Rica")                                                          | Rede Globo        |
| 1974    | Fogo sobre Terra                   | Pedro Azulão                                |                                                                                           | Rede Globo        |
| 1975    | Cuca Legal                         | Diego Pappalardo                            |                                                                                           | Rede Globo        |
| 1975    | Caso Especial                      | Primo Argemiro                              | (Eps: "Sarapalha")                                                                        | Rede Globo        |
| 1976    | Saramandaia                        | João Evangelista Viana (João Gibão)         |                                                                                           | Rede Globo        |
| 1977    | Espelho Mágico                     | Jordão Amaral                               |                                                                                           | Rede Globo        |
| 1978    | Pecado Rasgado                     | Renato/Jofre Santana                        |                                                                                           | Rede Globo        |
| 1982    | Ninho da Serpente                  | Dr. Almeida Prado                           |                                                                                           | Rede Bandeirantes |
| 1983    | Parabéns pra Você                  | Volber                                      |                                                                                           | Rede Globo        |
| 1984-86 | Programa de Domingo                | Várias personagens                          |                                                                                           | Rede Manchete     |
| 1990    | Brasileiras e Brasileiros          | Alceu Orion                                 |                                                                                           | SBT               |
| 1993    | Fera Ferida                        | Professor Praxedes                          |                                                                                           | Rede Globo        |
| 1995    | As Pupilas do Senhor Reitor        | Padre Antônio                               |                                                                                           | SBT               |
| 1995    | A Idade da Loba                    | Jordão                                      |                                                                                           | Rede Bandeirantes |
| 1997    | Os Ossos do Barão                  | Egisto Ghirotto                             |                                                                                           | SBT               |
| 1998    | Torre de Babel                     | Agenor da Silva                             |                                                                                           | Rede Globo        |
| 2000    | Vidas Cruzadas                     | Comendador Aquiles Machado                  | Episódio: "20 de novembro"                                                                | Record            |
| 2001    | O Clone                            | Dr. Augusto Albieri (Albieri)               |                                                                                           | Rede Globo        |
| 2005    | Mad Maria                          | Stephan Collier                             |                                                                                           | Rede Globo        |
| 2007    | Amazônia, de Galvez a Chico Mendes | José de Carvalho                            |                                                                                           | Rede Globo        |
| 2008    | Queridos Amigos                    | Alberto                                     |                                                                                           | Rede Globo        |
| 2010    | A Cura                             | Otto Vieira                                 |                                                                                           | Rede Globo        |
| 2010    | S.O.S. Emergência                  | Dr. Isaac Rosenberg                         | Episódio: "Hoje é dia de Isaac"                                                           | Rede Globo        |
| 2011    | Araguaia                           | Gabriel dos Anjos Cortez (Cabo de Esquadra) |                                                                                           | Rede Globo        |
| 2012    | A Grande Família                   | Dr. Romero                                  | Episódio: "Enquanto Lineu Dormia" Episódio: "Os Fantasmas" Episódio: "Ligações Perigosas" | Rede Globo        |
| 2012    | Avenida Brasil                     | Santiago Moreira                            |                                                                                           | Rede Globo        |
| 2013    | Flor do Caribe                     | Samuel Schneider                            |                                                                                           | Rede Globo        |
| 2015    | Os Experientes                     | Napoleão Roberto Junqueira da Costa         | Episódio: "O Primeiro Dia"                                                                | Rede Globo        |
| 2015    | Além do Tempo                      | Conde Alberto Castellini / Alberto Navona   |                                                                                           | Rede Globo        |
| 2017    | O Outro Lado do Paraíso            | Dr. Natanael Montserrat                     |                                                                                           | Rede Globo        |

### Cinema
| Ano  | Título                                   | Personagem      |
| ---- | ---------------------------------------- | --------------- |
| 1967 | O Caso dos Irmãos Naves                  | Sebastião Naves |
| 1972 | O Jogo da Vida e da Morte                | Cláudio         |
| 1976 | À Flor da Pele                           | Marcelo Fonseca |
| 1982 | Deu Veado na Cabeça                      | Bilheteiro      |
| 1982 | Perdida em Sodoma                        | Siqueira        |
| 1983 | A Mulher, a Serpente e a Flor            | Ernesto Lima    |
| 1999 | Outras Estórias                          | Escritor        |
| 2001 | Bufo & Spallanzani                       | Prof. Ceresso   |
| 2004 | Onde Anda Você                           | Felício Barreto |
| 2007 | O Signo da Cidade                        | Aníbal          |
| 2009 | Flávio Rangel - O Teatro na Palma da Mão | Ele Mesmo       |
| 2011 | O Homem que Nunca Tinha Ido ao Cinema    | Narrador        |
| 2011 | A Menina Que Só Enxergava Cinema         | Narrador        |
| 2015 | Vilanova Artigas: o arquiteto e a luz    | Ele Mesmo       |
| 2016 | De Onde Eu Te Vejo                       | Afonso          |
| 2017 | Faro, Um Senhor Menino                   | Ele Mesmo       |
| 2017 | Anjos das Marquises                      | Paiva           |
| 2019 | Amazônia - O Despertar da Florestania    | Ele Mesmo       |
| 2024 | Toquinho: Encontros e um Violão          | Ele Mesmo       |

## Teatro
- 1951: Cala Boca, Etelvina[6]
- 1953: Saudade
- 1957: Devoção à Cruz
- 1958: No Lugar Marcado pela Cruz
- 1958: Os Cegos
- 1960: O Torniquete
- 1960: Frei Luis de Sousa
- 1961: As Almas Mortas
- 1961: A Escada
- 1962: Eles Não Usam Black-Tie
- 1962: A Morte do Caxeiro Viajante
- 1963: O Noviço
- 1963: O Melhor Juiz, o Rei
- 1979: Baixa Sociedade
- 1983: Os Colunáveis
- 1984: De braços abertos
- 1987: Meno Male
- 1990: Qualquer Gato Vira-Lata Tem uma Vida Sexual Mais Sadia que a Nossa
- 1991: Procura-se um Tenor
- 1991: As Atrizes
- 1997: Caixa 2
- 2003: A Flor do Meu Bem-Querer
- 2007: Às Favas com os Escrúpulos
- 2019: Mãos Limpas

## Prêmios e indicações
| Ano  | Associações                              | Categoria                               | Nomeações                                                          | Resultado | Ref.   |
| ---- | ---------------------------------------- | --------------------------------------- | ------------------------------------------------------------------ | --------- | ------ |
| 1962 | Prêmio Saci                              | Melhor Ator Coadjuvante em Peça Teatral | A Morte do Caxeiro Viajante                                        | Venceu    | [ 7 ]  |
| 1965 | Prêmio Saci                              | Melhor Ator Coadjuvante em Peça Teatral | Depois da Queda                                                    | Indicado  | [ 8 ]  |
| 1966 | Troféu Imprensa                          | Melhor Revelação Masculina              | O Cara Suja                                                        | Indicado  |        |
| 1966 | Troféu Imprensa                          | Melhor Ator                             | O Cara Suja                                                        | Indicado  |        |
| 1968 | Troféu Imprensa                          | Melhor Ator                             | Paixão Proibida                                                    | Indicado  |        |
| 1970 | Troféu Imprensa                          | Melhor Ator                             | Nino, o Italianinho                                                | Venceu    |        |
| 1973 | Prêmio Molière de Teatro                 | Melhor Ator                             | Um Edifício Chamado 200                                            | Venceu    | [ 9 ]  |
| 1973 | Prêmio APCA                              | Melhor Ator — Teatro                    | Um Edifício Chamado 200                                            | Venceu    |        |
| 1975 | Troféu Imprensa                          | Destaque Masculino                      | Fogo Sobre Terra                                                   | Venceu    |        |
| 1984 | Prêmio Governador do Estado de São Paulo | Melhor Ator                             | De braços abertos                                                  | Venceu    | [ 10 ] |
| 1987 | Prêmio Governador do Estado de São Paulo | Melhor Autor                            | Meno Male                                                          | Venceu    | [ 9 ]  |
| 1990 | Prêmio APETESP de Teatro                 | Melhor Autor                            | Qualquer Gato Vira-Lata Tem uma Vida Sexual Mais Sadia que a Nossa | Venceu    |        |
| 1997 | Prêmio APETESP de Teatro                 | Melhor Ator                             | Caixa 2                                                            | Venceu    | [ 11 ] |
| 2001 | Festival de Cinema de Gramado            | Kikito de Melhor Ator Coadjuvante       | Bufo & Spallanzani                                                 | Venceu    |        |
| 2002 | Prêmio Guarani de Cinema Brasileiro      | Melhor Ator Coadjuvante                 | Bufo & Spallanzani                                                 | Venceu    |        |
| 2002 | Prêmio Globo de Melhores do Ano          | Melhor Ator Coadjuvante                 | O Clone                                                            | Indicado  |        |
| 2012 | Brazilian International Press Awards     | Lifetime Achievement Award              | —                                                                  | Venceu    | [ 12 ] |
| 2022 | Prêmio Bibi Ferreira                     | Homenagem especial (conjunto da obra)   | —                                                                  | Venceu    |        |